# エロディー・クルベル
エロディー・クルベル（Élodie Clouvel、1989年1月14日 - ）は、フランスの近代五種競技選手。2016年リオデジャネイロオリンピック銀メダリスト。

## 概要
父親は中距離選手、母親は長距離選手である。
武漢で2019年に開催されたミリタリーワールドゲームズにも参加し、女子近代五種個人種目で金メダルを獲得した。しかし10月のミリタリーワールドゲームズから戻った後、クルベルとパートナーのバレンティン・ベラウドは、異常な症状を発症して病気になった後、2 人ともCOVID-19に感染したと述べたが、これを確認するための検査は公表されていなかった。
現在は国家憲兵隊の少尉を務めている。